# Артур О'Коннор

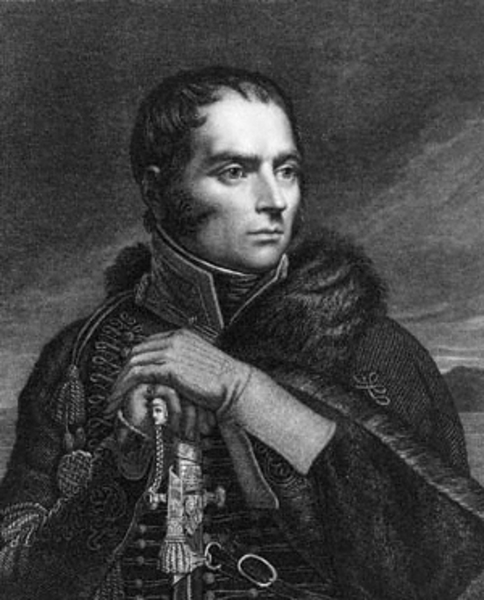
Артур О'Коннор

Артур О'Коннор (O'Connor) (4 липня 1763, Мітчелстаун, Корк — 25 квітня 1852, Біньйон, Франція) — діяч ірландського національно-визвольного руху. Протягом 1791—1795рр. — член ірландського парламенту. Виступав з критикою англійського законодавства щодо Ірландії. У 1796 році вступив до товариства «Об'єднані ірландці».
Напередодні ірландського повстання 1798 заарештований, 1803 звільнений і висланий до Франції. Згодом відійшов від політичного життя.